# Abbecourt
Abbecourt – miejscowość i gmina we Francji, w regionie Hauts-de-France, w departamencie Oise.
Według danych na styczeń 2014 r. gminę zamieszkiwało 546 osób, a gęstość zaludnienia wynosiła 73,4 osób/km². Jej merem jest Jean-Jacques Antheaume.